# 광둥 르즈취안
광둥 르즈취안(중국어 간체자: 广东日之泉, 정체자: 廣東日之泉, 병음: Guǎngdōng Rìzhīquán) 또는 광둥 선레이 케이브(영어: Guangdong Sunray Cave Football Club)는 중국 광둥성 광저우시를 연고로 하는 축구 클럽으로 2015년에 해체되었다.

## 역사
- 2007년: 광둥 성 축구 협회가 제11회 중화인민공화국 전국운동회를 목표로 광둥 성 프로 축구 클럽을 창단함.
- 2008년: 중국 을급리그에서 남구 리그 우승을 차지함. 승격 플레이오프에서 준우승을 차지하여 갑급리그로 승격됨.
- 2009년, 2010년: 광둥 성 인민체육장이 광저우 아시안 게임에 따른 보수 공사에 들어감에 따라 폐쇄됨. 광저우 시 황푸 구에 있는 황푸 체육장, 을급리그 소속 축구 클럽인 둥관 난성(東莞南城)의 홈 구장인 둥관 스포츠 센터를 홈 구장으로 사용했음.
- 2011년: 보수 공사가 완료됨에 따라 광둥 성 인민체육장을 다시 홈 구장으로 사용함.

## 성적
- 중국 을급리그 1회 우승 (남구 리그)
- 성항배(省港杯, 광둥 성과 홍콩의 축구 클럽 대항전) 2회 우승